# Desierto de Lut
El desierto de Lut, o Dasht-e-Lut (en persa: :دشت لوت‎, que significa 'desierto del vacío'), es un gran desierto salado localizado en la meseta iraní, en el sureste de Irán.
Irán es climáticamente parte del cinturón afroasiático de desiertos que se extienden desde las islas de Cabo Verde en la costa de África occidental hasta Mongolia cerca de Pekín, China. La zona desigual, alargada, de color claro en primer plano (paralelo a la cadena montañosa) es el más norteño de los lagos secos de Dasht que se extienden 300 km en dirección sur. En los desiertos casi tropicales, las zonas elevadas capturan la mayor parte de las precipitaciones. Consecuentemente, el Dasht-e-Lut se considera generalmente como una zona abiótica.
La geografía de Irán consiste de una meseta rodeada de montañas y se divide en cuencas hidrográficas. Dasht-e-Lut es una de las más grandes cuencas desérticas, de 480 km de largo y 320 km de ancho, y también una de los más secos y cálidos. Un satélite de la NASA documentó temperaturas en el Dasht-e-Lut de hasta 70,7 °C, la temperatura más alta jamás documentada sobre la superficie de la Tierra, sólo superada por la zona de rocas volcánicas del desierto de Sonora en México con 80,8 °C. Hay que tener en cuenta que estas temperaturas medidas en infrarrojos desde satélite se refieren a la temperatura del suelo en superficie y no a la temperatura del aire, que es muy inferior. Esta región que cubre una zona de alrededor de 480 km² se llama Gandom Beriyan («trigo tostado»). Su superficie está enteramente cubierta con lava volcánica negra. Esta oscura cubierta absorbe en exceso la luz solar lo que, debido a la diferencia de temperatura con las elevaciones vecinas, forma un túnel de viento. Se ha documentado existe vida en esta región. Dasht-e-Lut tiene una superficie de alrededor de 51 800 km². La otra gran cuenca desértica de Irán es el Dasht-e-Kavir. Durante la temporada húmeda de la primavera, el agua fluye brevemente de las montañas Kermán, pero pronto se seca, dejando detrás solo rocas, arena y sal.
La parte oriental de Dasht-e-Lut es una meseta baja cubierta de salinas. En contraste, el centro ha sido esculpido por el viento en un conjunto de crestas y surcos paralelos, que se extienden a lo largo de 150 km y alcanzan los 75 m de alto. Esta área también está acribillada por barrancos y dolinas. El sureste es una vasta extensión de arena, como un mar de dunas sahariano, con dunas de 300 m de alto, entre las más altas del mundo.

## Gandom Beryan, superficie más caliente sobre el planeta

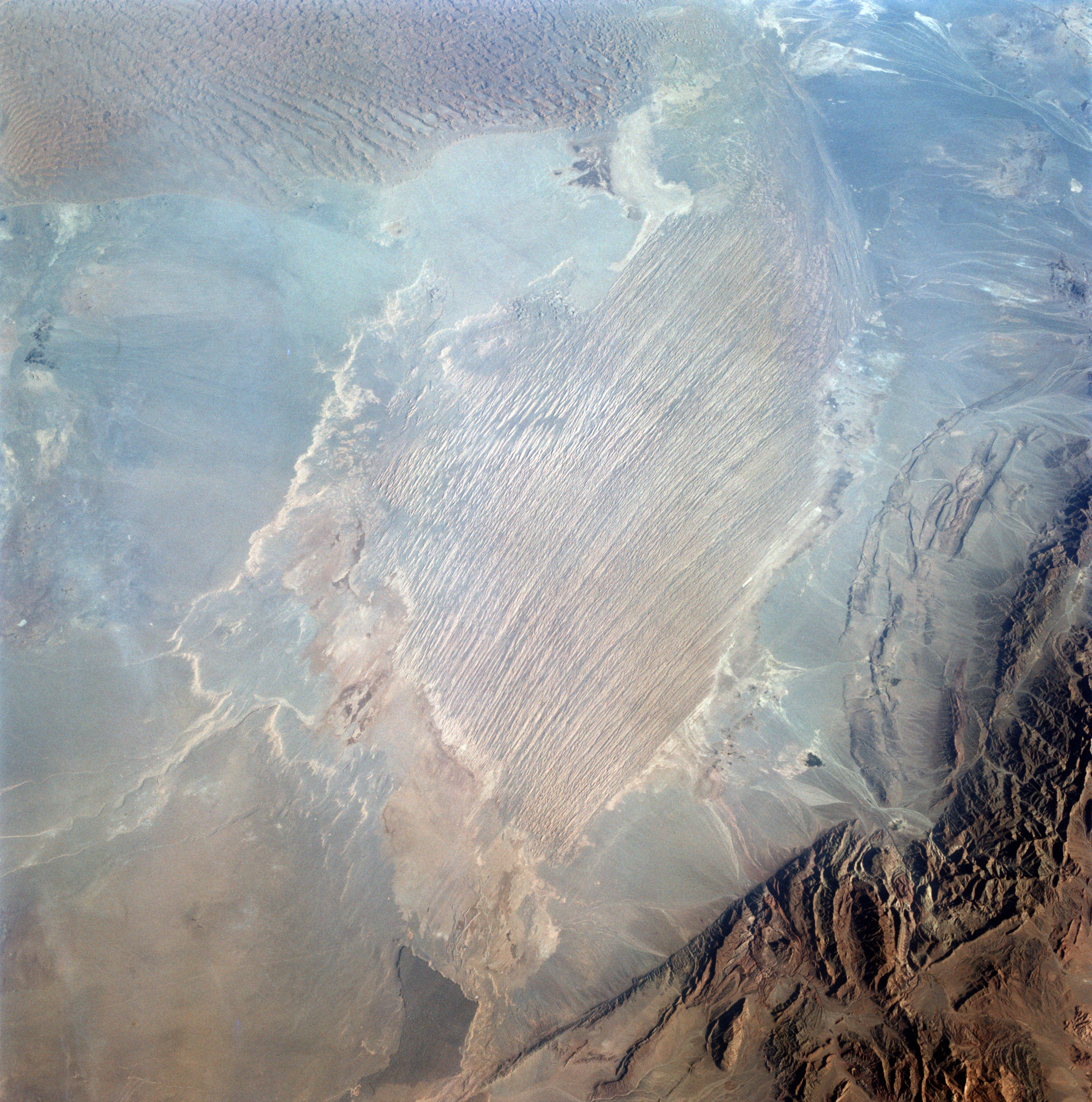
Región de Namak-Zar de Dasht-e-Lut, desde el espacio

La parte más caliente de Dasht-e Lut es Gandom Beryan, una gran meseta cubierta de lava oscura, de aproximadamente 480 kilómetros cuadrados (190 millas cuadradas) de superficie.Según una leyenda local, el nombre (persa: "Trigo tostado") se origina en un accidente en el que se dejó una carga de trigo en el desierto que luego se quemó por el calor en unos pocos días.
En Gandom Beryan se han reportado las temperaturas de 70 °C, las más altas sobre la superficie de la Tierra, según mediciones realizadas por el Moderate-Resolution Imaging Spectroradiometer (MODIS) del satélite Aqua de la NASA, en el período 2003 al 2010. La precisión de mediciones es de 0.5 K to 1 K.  Si bien la temperatura del aire es más reducida.

## Vegetación
El suelo salino hace muy difícil que sobrevivan incluso las plantas más resistentes, y los únicos signos de vida vegetal en la zona son los líquenes del desierto y los tamariscos, arbustos resistentes que pueden crecer hasta 10 metros de altura.

## Galería

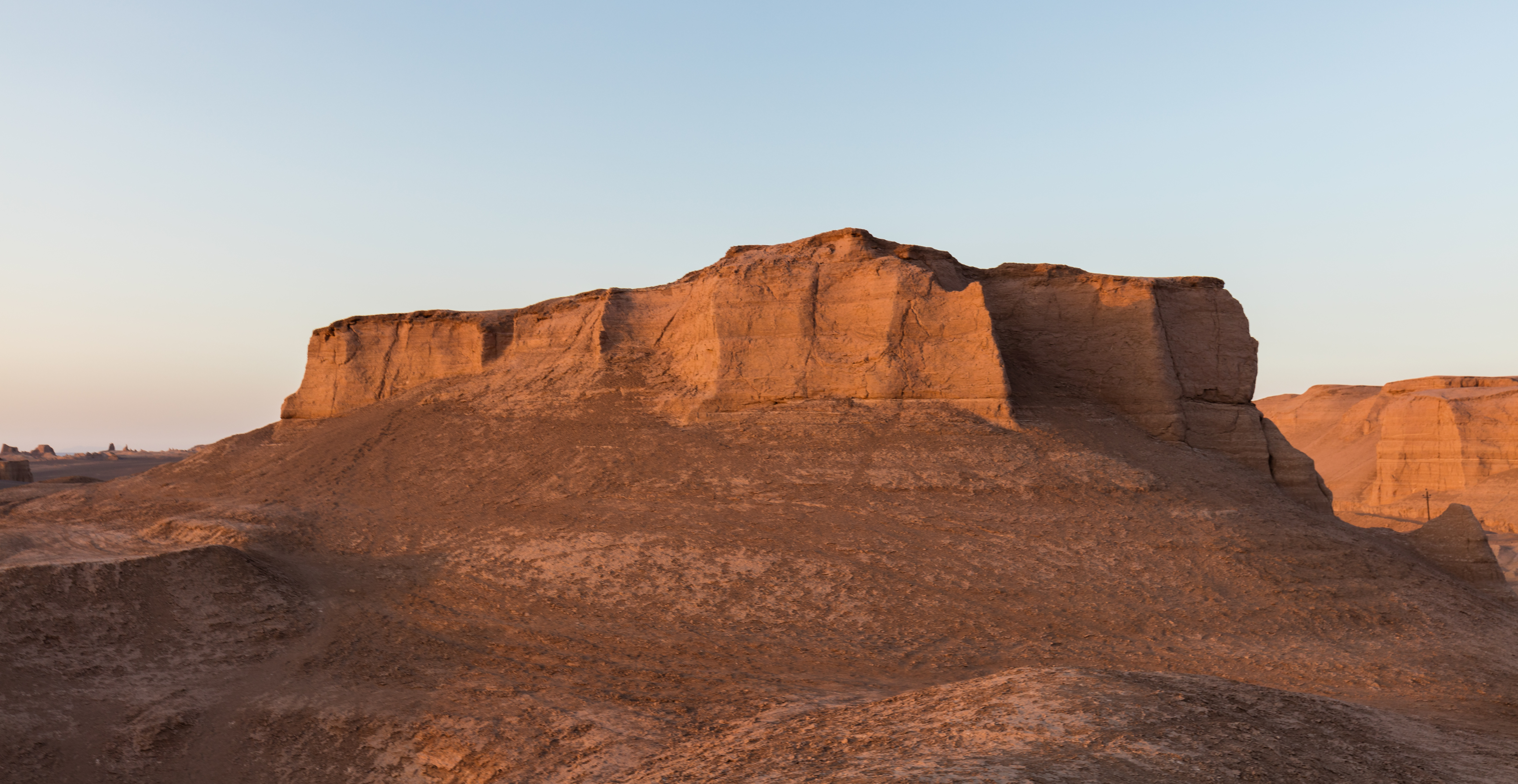
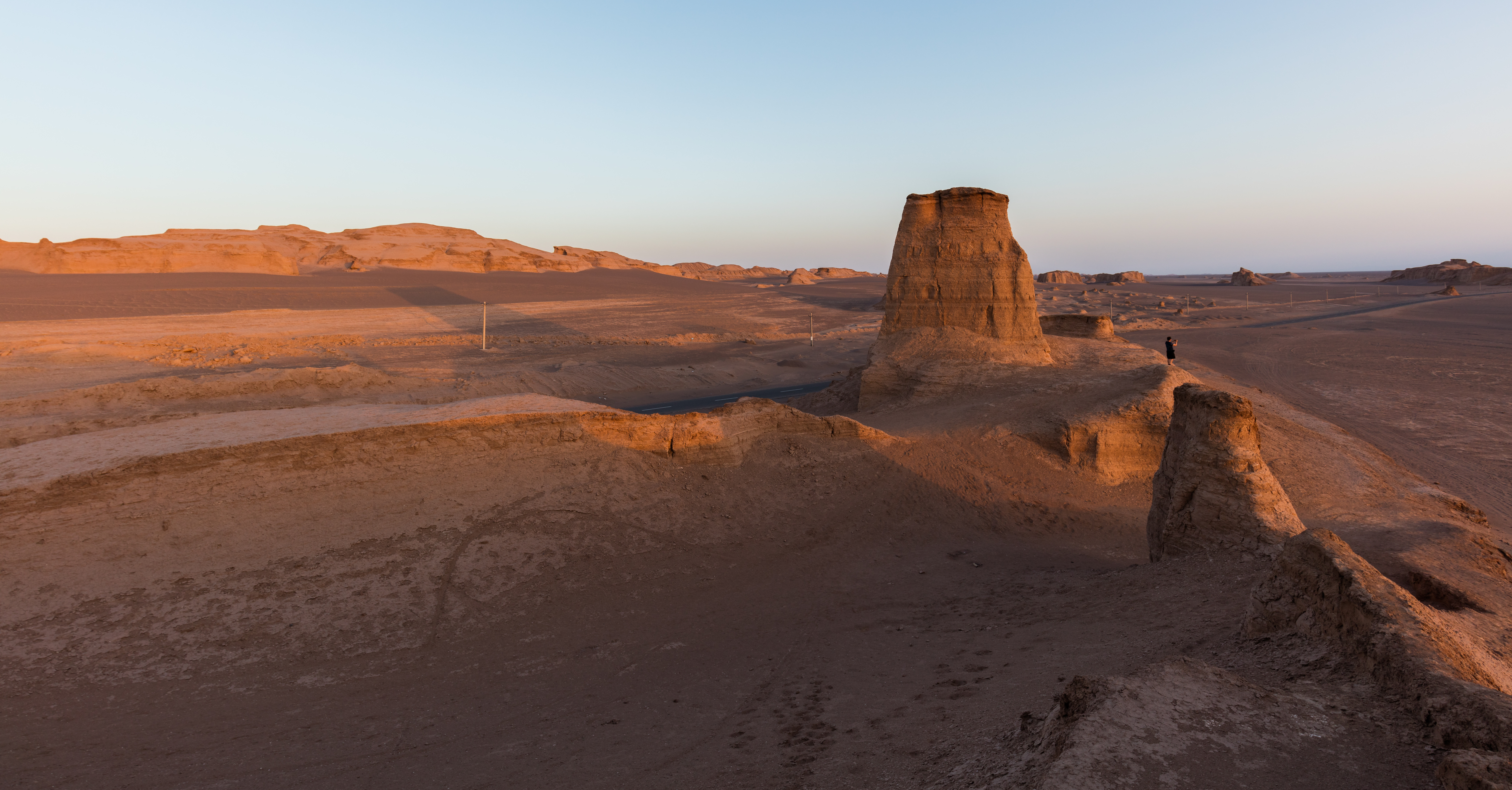
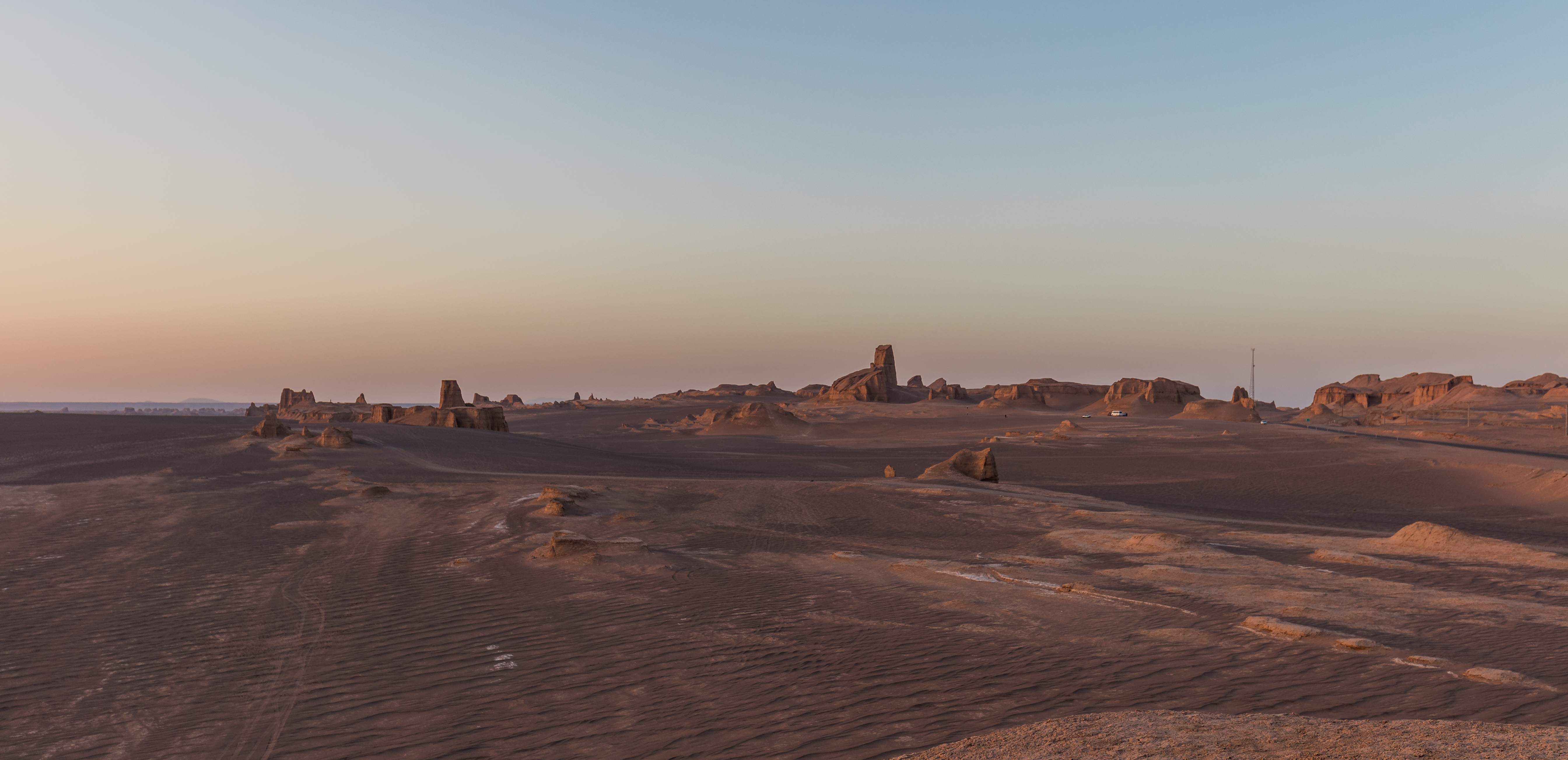
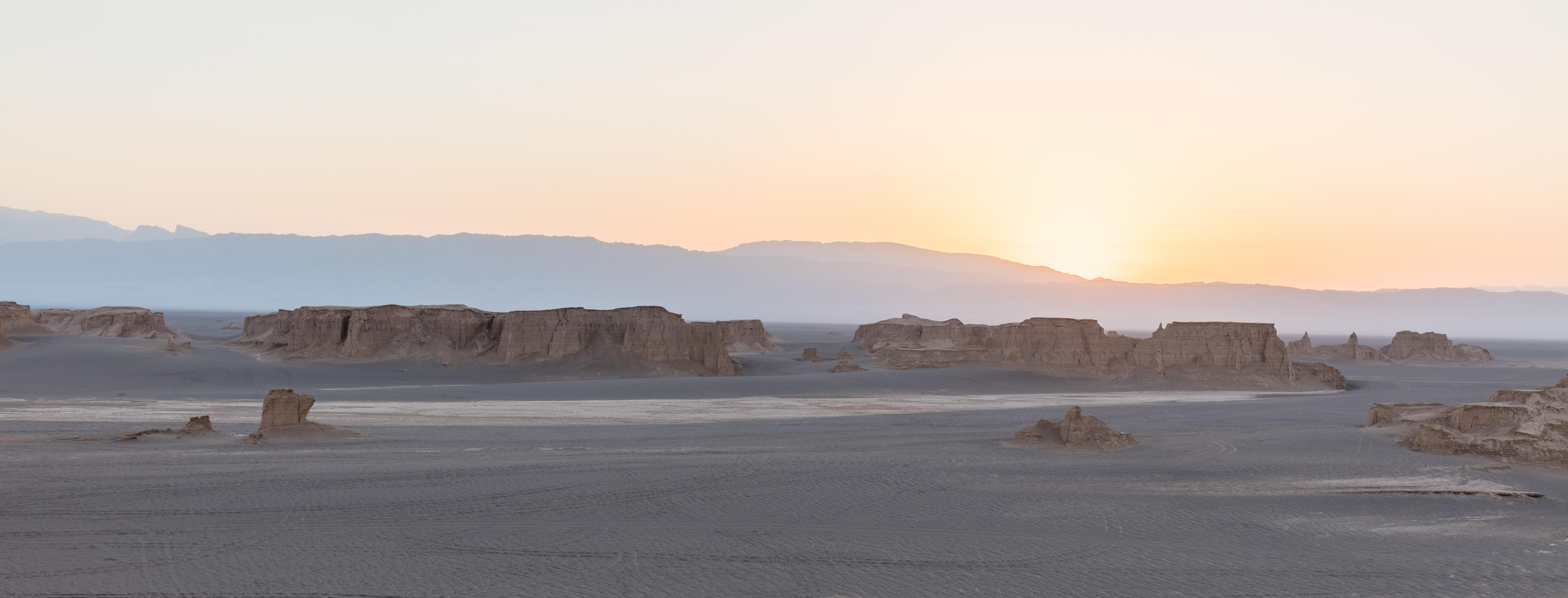
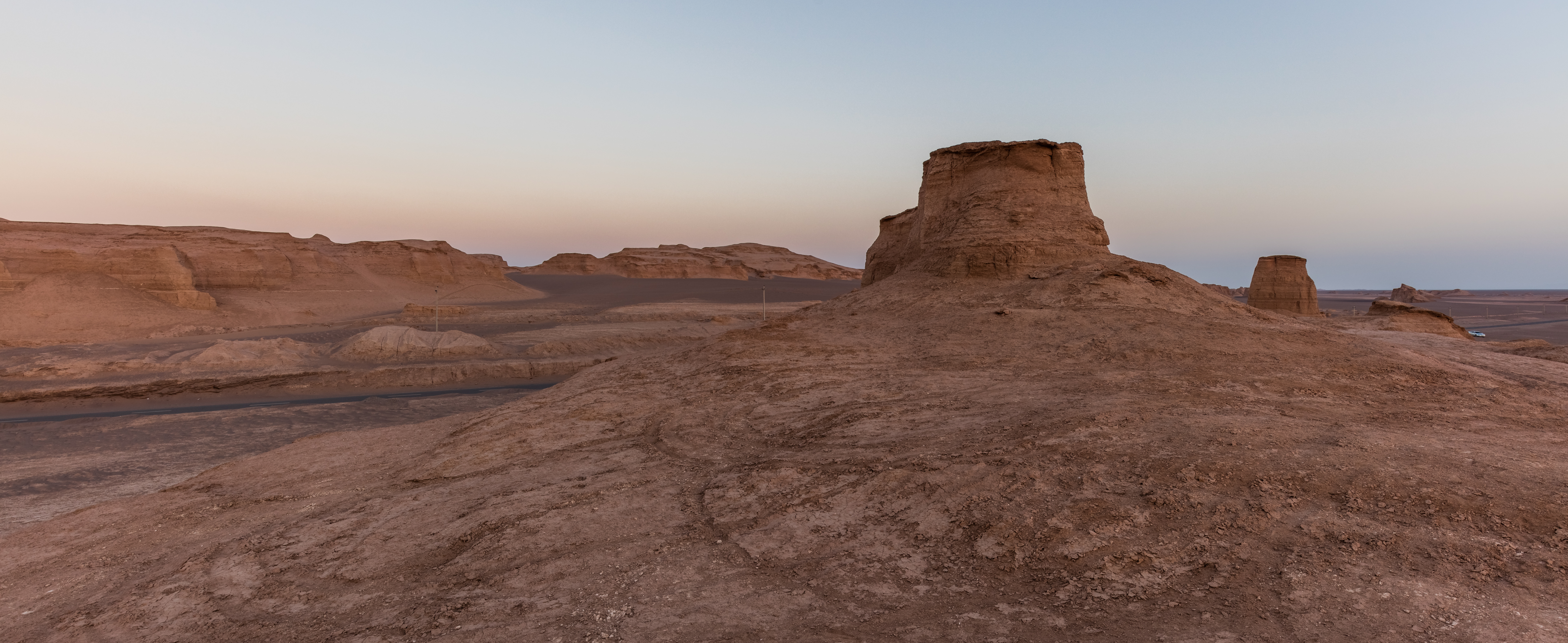
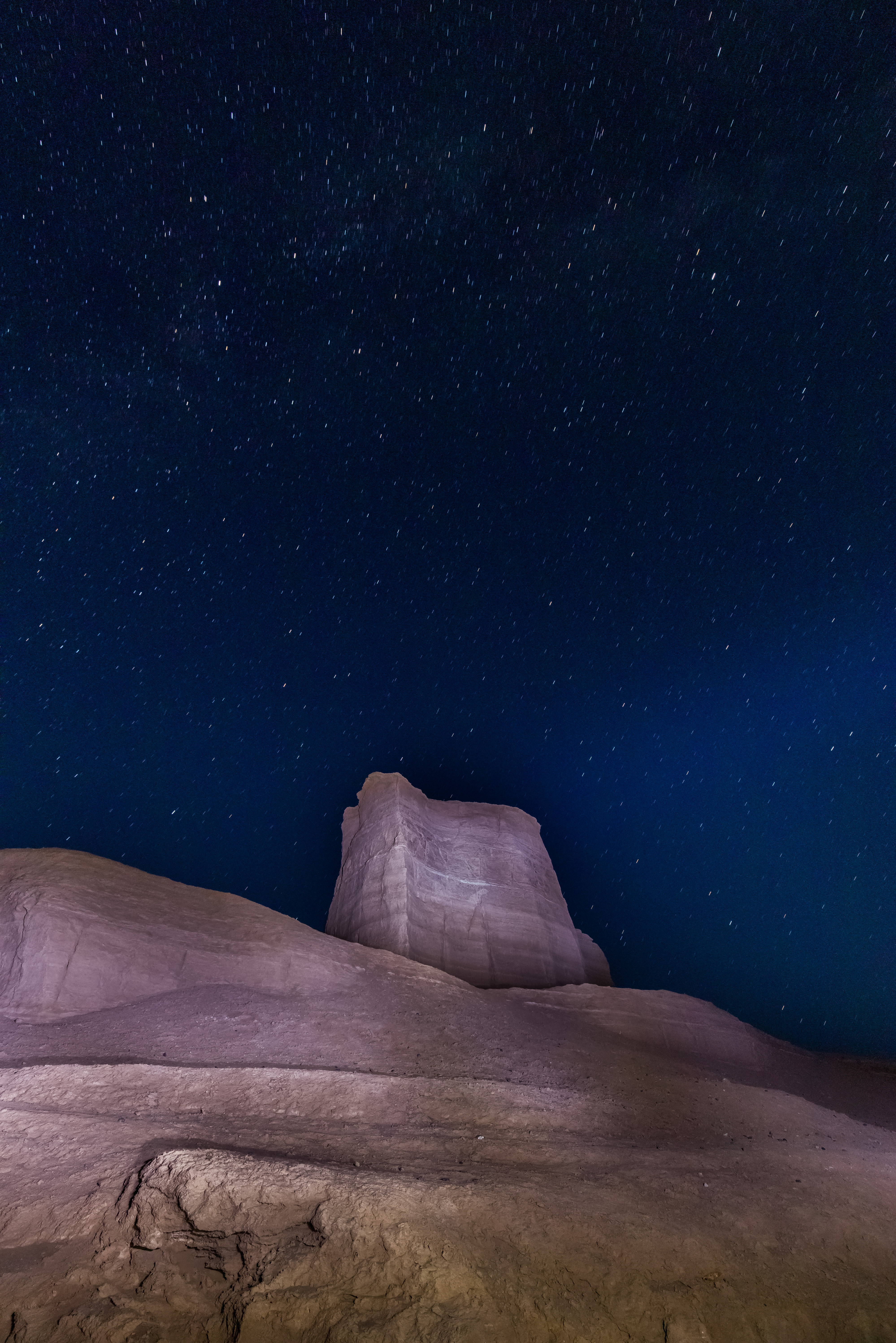